# Fibrobacterota
Las fibrobacterias (Fibrobacterota) son un pequeño filo de bacterias que incluye muchas de las bacterias estomacales que permiten la degradación de la celulosa a los rumiantes. Proceden de otro filo; en concreto el género Fibrobacter que procede de la división del género Bacteroides en 1988.
Filogenéticamente, el grupo más cercano es Gemmatimonadota (ver grupo FCB), según algunos análisis genómicos y del ARNr 16S. Sin embargo otros análisis los excluyen.